# 纪实72小时
纪实72小时（日语：ドキュメント72時間）是日本NHK綜合台和NHK World-Japan播出的一個紀錄片節目。該節目每次會在一個地點取材3天（72小時），記錄這3天內發生的人生百態。

## 历史
2005年12月28日，該節目以《72小时》的名称播出試播版。2006年10月3日，該節目改名《纪实72小时》正式開播，2007年3月播出暂停。2013年3月後，該節目再次復活。目前該節目於每週五22:50至23:20播出。
在每年的年末，纪实72小时会选出本年度最获好评的10集进行重播。

## 日语版主题曲
在每集的结尾，节目会播放由松崎名央演唱的主题曲“川べりの家”。2012年前采用的是2006年发布的原唱片音源。2013年後采用重新录制的新版。

## 日语版旁白
节目开播时选择了演员石田光，吹石一惠和鈴木杏交替进行旁白工作。後续也会邀请其他演员客串旁白工作。

## 外部連結
- ドキュメント72時間 （页面存档备份，存于）
- Document 72 Hours on NHK World （页面存档备份，存于）
- ドキュメント72時間 - NHK放送史（日本放送协会）（日語）